# Thomas Mang
Thomas Mang (* 26. März 1952) ist ein deutscher Chemiker.

## Leben
Thomas Mang studierte zunächst Chemie an der Albert-Ludwigs-Universität Freiburg. Nach seiner Promotion bei Hans R. Kricheldorf war er als Postdoc an der University of Massachusetts in den Vereinigten Staaten, ehe er ab 1981 bei Boehringer Mannheim tätig war. 1988 wurde er Professor für Polymerchemie an der FH Aachen. Er war ein Sprecher der von 2007 bis 2011 NRW-geförderten Kompetenzplattform (KOPF) „Polymere Materialien“, einer Kooperation von FH Aachen und FH Bonn-Rhein-Sieg. 2010 gründete er das Institut für Angewandte Polymerchemie, das er bis zu seinem Ruhestand im Jahr 2021 leitete. Sein Forschungsschwerpunkt lag im Bereich des Recyclings, der Hydrogele und der Beschichtung mit Polymerdispersionen.
Als einer der ehemaligen Professoren des marokkanischen Chemiestudenten Hamid Chayeb war Thomas Mang dessen erster Ansprechpartner und späterer Projektleiter der seit 2010 DAAD-geförderten Kooperation zwischen der FH Aachen und der marokkanischen Universität Moulay Ismail in Meknès.